# Балдаєво
Балда́єво (рос. Балдаево, чув. Палтай) — село у Чувашії Російської Федерації, у складі Персірланського сільського поселення Ядринського району.
Населення — 216 осіб (2010; 255 в 2002, 320 в 1979, 426 в 1939, 405 в 1926, 345 в 1897, 287 в 1859, 1152 в 1795). У національному розрізі у селі мешкають чуваші та росіяни.

## Історія
Село згадується із 17 століття. Історична назва — Богородське. До 1724 року селяни мали статус ясачних, до 1866 року — державних, займались землеробством, тваринництвом, рибальством. Діяв храм Божої Матері Казанської (1790-ті-1941). 1872 року відкрито сільське народне училище, з 1890 року — змішане земське училище, з 1896 року відкрито однокласну церковнопарафіяльну школу. На початку 20 століття діяло ринок та ярмарок, паровий млин та вітряк, круподерка, винна лавка. 1931 року створено колгосп «Будьонний». У 18 столітті село перебувало у складі Сугутської волості Чебоксарського повіту, до 1927 року село входило до складу Шемердянівської, та Атаєвської волостей Ядринського повіту. Після переходу 1927 року на райони — у складі Ядринського району.

## Господарство
У селі діють школа, бібліотека, 2 спортивних майданчики, магазин, церква Вознесіння Господнього (з 1989 року).